# Theraphosidae
Theraphosidae, thường được gọi là Tarantula, là một họ nhện trong phân thứ bộ Mygalomorphae. Họ này có hơn 900 loài sống ở vùng nhiệt đới và vùng cận nhiệt đới. Chúng phân bố ở Bắc Mỹ, Trung Mỹ, và Nam Mỹ, châu Phi và châu Á.

## Phân loại
Họ này được chia thành 11 phân họ, 113 chi và 920 loài.
Dưới đây là bảng phân loại theo Catalog Spider: (Norman I. Platnick & Peter J. Solomon) trong Snelcursus spinnen (Bryan Goethals).
| Nên khoa học                   | Số loài  | Phân bố, môi trường sống              | Miêu tả |
| ------------------------------ | -------- | ------------------------------------- | ------- |
| Acanthopelminae Schmidt, 1994  | 2 loài   | Trung Mỹ                              |         |
| Aviculariinae Simon, 1874      | 66 loài  | Caribean và Nam Mỹ                    |         |
| Eumenophorinae Pocock, 1897    | 63 loài  | châu Phi                              |         |
| Harpactirinae Pocock, 1897     | 50 loài  | châu Phi                              |         |
| Ischnocolinae Simon, 1892      | 91 loài  | Khắp thế giới                         |         |
| Ornithoctoninae Pocock, 1895   | 24 loài  | Đông Nam Á                            |         |
| Poecilotheriinae Simon, 1892   | 16 loài  | châu Á, đặc biệt ở Ấn Độ và Sri Lanka |         |
| Selenocosmiinae Simon, 1889    | 114 loài | châu Á, Úc, Nam Mỹ                    |         |
| Selenogyrinae Schmidt, 1990    | 10 loài  | châu Phi và châu Á (Ấn Độ)            |         |
| Stromatopelminae Schmidt, 1993 | 10 loài  | châu Phi                              |         |
| Theraphosinae Thorell, 1870    | 459 loài | châu Mỹ                               |         |
| Thrigmopoeinae Pocock, 1900    | 10 loài  | châu Á (Ấn Độ)                        |         |